# Heteroxenia
Heteroxenia ist eine Gattung von Oktokorallen aus den Korallenriffen des tropischen Indopazifik und des Roten Meeres.

## Merkmale
Es sind Tierkolonien, die aus vielen Einzelpolypen bestehen. Heteroxenia-Arten haben einen weichen, unverzweigten, durch Sekrete sehr schleimigen, kurzen Stamm an dessen oberem Ende dimorphe Polypen sitzen. Ein Polypentyp ist der „Autozooid“, der acht gefiederte Tentakeln hat und bis zu 40 mal in der Minute charakteristische Pumpbewegungen ausführt, die nicht dem Planktonfang, sondern wahrscheinlich der Atmung dienen. Daneben gibt es tentakellose „Siphozooiden“, Schlauchpolypen, die kleiner als die Autozooiden sind und das Ein- und Auspumpen des Wassers übernehmen, damit die Kolonie durch den inneren Wasserdruck stabilisiert werden kann.
Die Sklerite von Heteroxenia haben die Form winziger Blättchen. Die Farbe ist braun bis beige.
Alle Heteroxenia-Arten leben in einer Symbiose mit einzelligen, symbiotischen Algen (Zooxanthellen) von denen sie den Hauptteil der benötigten Nährstoffe beziehen. Daneben nehmen sie auch über die Haut organische Substanzen aus dem umgebenden Wasser auf.
Heteroxenia-Arten sind seltener als die Arten der nah verwandte Gattung Xenia.